# Ecgfrith
Ecgfrith (auch Ecgfrid, Egfrid, Egfridus, Ecgfrithus, Ecgfridus, Ecgferð, Ecgferþ, Æcgfrid) ist ein angelsächsischer männlicher Vorname.

## Bedeutung
Der Name ist aus den Elementen Ecg- (=„Schneide, Schwert“) und -frith (=„glänzend, edel, prächtig“) zusammengesetzt.

## Namensträger
Bedeutende Namensträger sind:
- Ecgfrith (Kent), urkundlich erwähnt 618, Sohn des Königs Eadbald von Kent
- Ecgfrith (Mercia), König von Mercia (787–796)
- Ecgfrith (Northumbria), König von Northumbria (670–685)
- Egfrid (Artois) († nach 892), Graf von Arras